# Agapios Tomboulis
Agapios Tomboulis (in greco: Αγάπιος Τομπούλης e in turco: Hagop Stambulyan) (Costantinopoli, 1884 – Vironas, 17 settembre 1967) è stato un musicista e cantante greco di origine armena.

## Biografia
Nato da ascendenze armene nel 1884 a Costantinopoli, città che solo dopo la dissoluzione dell'impero ottomano è stata rinominata Istanbul, Hagop Stambulyan visse qui la sua adolescenza imponendosi come eccellente suonatore di oud, all'epoca strumento a corde molto diffuso e immancabile nelle sonorità mediorientali, iniziando la sua carriera professionale in ambito musicale.
Ancora giovane, un giorno era stato invitato a suonare per intrattenere il sultano ottomano Abdul Hamid II (che ha regnato dal 1876 al 1909) in occasione di una delle gite che il sultano era solito fare a bordo di un barcone in navigazione lungo il canale del Bosforo. [1]
Apprezzando la sua arte musicale il sultano volle assumerlo a palazzo come musicista di corte stipendiato, incarico che ha mantenuto anche dopo la destituzione di Abdul Hamid II da parte del fratello Mehmet V, tuttavia celando una certa riluttanza a causa delle persecuzioni turche perpetrate in suo nome contro il popolo armeno.
Durante la prima guerra mondiale viene arruolato nei ranghi dell'esercito ottomano.
Tuttavia essendo egli stesso un armeno, ben introdotto anche tra la comunità greca che era solito frequentare in ambito musicale, in occasione della successiva guerra greco-turca espresse apertamente il suo sostegno per la parte greca.
Con la caduta dell'impero ottomano e la svolta xenofoba violenta culminata nel 1922 con gli eccidi di Smirne da parte delle milizie repubblicane nazionaliste turche anche Agapios Tomboulis condivise la sorte dei tanti esuli micrasiatici trasferendosi definitivamente in Grecia.
Ellenizzato il proprio nome e stabilitosi a Vironas, nei pressi di Atene, nel periodo dal 1929 al 1957 Agapios Tomboulis ha effettuato innumerevoli incisioni discografiche come solista, ma soprattutto come strumentista di accompagnamento con l'oud interpretando con la propria voce canzoni sia in greco che in turco, lingue che conosceva entrambe alla perfezione.
Inizia soprattutto, una solida e duratura collaborazione con la celebre cantante rebetica Roza Eskenazi di cui diventa lo stabile accompagnatore musicale con il suo oud in tutte le esibizioni dal vivo nei locali e assieme alla quale tra il 1930 e l'inizio della seconda guerra mondiale effettuerà numerose tournee musicali attraverso i Balcani e in Medio Oriente.

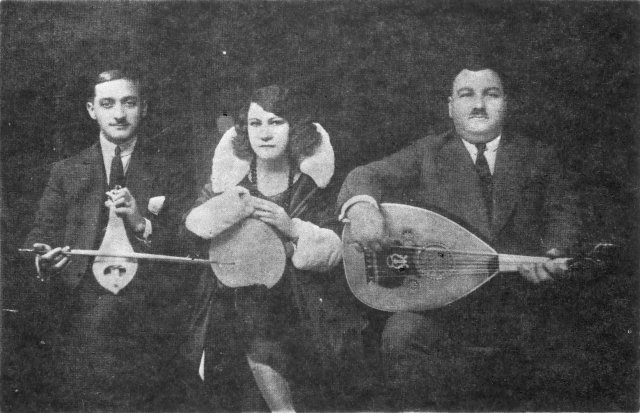
Agapios Tomboulis con il suo oud (a destra) assieme a Lambros Leondaridis e Roza Eskenazi.

Nel dopoguerra, le sue incisioni discografiche come strumentista continuano numerose fino al 1957.
È stato anche un meticoloso collezionista di strumenti musicali complementari della musica medio orientale tra i quali il cümbüş, il toumbeleki e i cimbali da dito che suonava di persona alternandoli all'oud.
Da un'intervista postuma, una discendente dal suo secondo matrimonio afferma che Agapios Tomboulis è stato l'ideatore di un nuovo strumento musicale che egli stesso ha denominato oudola (modello intermedio tra oud e mandola), di dimensioni ridotte rispetto all'oud, commissionando per la costruzione il suo liutaio di fiducia al quale ha fornito dettagliatamente le proporzioni di ogni suo singolo pezzo. [2]
La stessa chiarisce, una volta per tutte, che l'anno di nascita di Agapios Tomboulis è stato il 1884 mentre quello di morte è stato il 1967, mettendo così fine alla controversia sorta tra i suoi biografi in merito alle sue date anagrafiche che per mancanza di fonti certe indicavano anni differenti.